# Rhytidoponera yorkensis
Rhytidoponera yorkensis é uma espécie de formiga do gênero Rhytidoponera.